# Нежен здравец
Нежният здравец (Geranium molle) е вид малко вечнозелено многогодишно растение от семейство Здравецови (Geraniaceae).

## Разпространение и местообитание
Видът е разпространен в средиземноморските и субсредиземноморските райони, но се е климатизирал и в други части на Европа, Югозападна и Централна Азия, както и в Северна Африка. Внесен е в Северна Америка.
Среща се в сухи ливади, по брегове и горски краища. Предпочита слънчеви места на песъчливи и относително сухи почви, на надморска височина от 0 до 1000 метра над морското равнище.

## Описание
Нежният здравец достига средно от 5 до 30 см на височина. Той е доста разклонено и окосмено растение, с няколко възходящи стъбла. Листата му са прорязани от жилки от 5 до 9 пъти.
Цветовете са бели или розово-лилави, 8 – 12 мм в диаметър, с много назъбени венчелистчета. Цъфти от април до септември.